# New Hope (Minnesota)
New Hope egy város Minnesota Hennepin megyéjében, az Amerikai Egyesült Államokban. A 2010. évi népszámláláson a város népessége 20,907 fő volt.
| Lakosok száma | 394  | 20 339 | 21 986 |
|               | 1940 | 2010   | 2020   |

## Történelem
New Hope egy mezőgazdász közösség volt a Crystal Lake községben. 1936-ban Crystal néven város lett, majd a nyugati része leválása után megalapították a New Hope községet. 1953-ban lett önálló város.

## Földrajz
A város területe 13.21 km2, amelyből 0.16 km2 víz. Minneapolis belvárosától 19 km-re, északnyugatra található.

## Fontos személyek
- Curt Hennig - profi birkózó
- Dorothy Hokr - minnesotai törvényhozó
- Tim Vakoc – az első amerikai katonalelkész, aki megsérült az Iraki háborúban. New Hopeban halt meg
- Rashad Vaughn - kosárlabdázó, korábban a Milwaukee Bucks és az Orlando Magic játékosa
- Mark Thompson - minnesotai törvényhozó
- Mariana Cress - résztvevő a 2016-os nyári olimpiai játékokon
- Lance Pitlick - visszavonult jégkorongozó, korábban az Ottawa Senators és a Florida Panthers játékosa